# Илия Докторов
Илия Костадинов Докторов е български революционер, деец на националноосвободителното движение в Македония.

## Биография
Илия Докторов е роден през 1874 или 1876 година в град Гевгели, тогава в Османската империя. Завършва в 1893 година с осмия випуск Солунската българска мъжка гимназия. Работи като екзархийски учител из различни места в Македония.
Присъединява се към ВМОРО на 14 юли 1895 година при основаването на гевгелийския революционен комитет от Гоце Делчев, в който влизат и учителят Никола Бояджиев, Тома Баялцалиев, Гоце Чанов от Кукуш и търговците хаджи Нако Николов Матков, Мирче Димитров (родом от Прилеп) и Андон Динков Илиев Дойранлията. През май 1898 година заедно с гевгелийските ръководители на ВМОРО Аргир Манасиев и Иван Телятинов организира убийството на лидера на гъркоманската партия в града Христо Цицов, извършено от Андон Кьосето и Христо Джорлев пред очите на каймакамина, който случайно минава на мястото на атентата. През 1901 година е арестуван във връзка със Солунската афера, осъден е на 7 години затвор в окови и изпратен на заточение в Подрум кале в Мала Азия. Амнистиран е през март 1903 година. Като учител в Гевгели е ръководител на околийския комитет на ВМОРО от 1 септември 1903 година до 20 август 1905 година.
По време на Балканската война е доброволец в Македоно-одринското опълчение и служи в щаба на Четвърта битолска дружина. Носител е на кръст „За храброст“ IV степен. Участва и в Първата световна война, като адютант на полковник Борис Дрангов.
След приключване на военните действия изпълнява длъжността председател на окръжната реквизиционна комисия в Струмица. След Ньойския договор от 1919 година отива в София. От август 1921 година се установява в петричкото село Коларово, където живее със семейството си до края на живота си. Работи в град Петрич и заема различни административни длъжности. През юли 1924 година е делегат на Струмишкия окръжен конгрес от Петричка околия. Същата година през декември е делегат от Гевгелийска околия на Солунския окръжен конгрес на ВМРО, който го избира за делегат на общия конгрес. През февруари 1925 година е делегат на Шестия конгрес на ВМРО от Солунски революционен окръг.
Умира през 1947 година в Коларово при нещастен случай.
Автор е на ценни мемоари, съхранени в архива на революционера Кирил Пърличев и публикувани през 2004 година от неговия внук и съименник Кирил Пърличев. Голяма част от личния му архив е унищожен през 1948 година от служители на МВР, като вражеска литература.
В началото на спомените си пише:
| „ | Не много време след създаването на ВМОРО през 1893 г. до провъзгласяването на прословутия „Хуриет“, па и след него, българският народ в робска Македония прекара много мрачни дни. Не могат да се опишат мъките и страданията, които понесе българинът и безбройните човешки и материални жертви, които даде. Всичко това българският народ в тоя кратък период, през който трябваше да води борба със заробителите си и с техните верни съюзници гърците и сърбите, безропотно понесе и още продължава да понася, за да извоюва по революционен път със страданията и с кръвта на свидни бащи, братя и синове свободата си и да заживее свободен човешки живот. | “ |